# Championnat d'Allemagne féminin de football 2016-2017
Navigation
Édition précédente Édition suivante
La Frauen-Bundesliga 2016-2017 est la 44e édition du championnat d'Allemagne de football féminin.
Le premier niveau du championnat féminin oppose douze clubs allemands en une série de vingt-deux rencontres jouées durant la saison de football. La compétition débute le samedi 3 septembre 2016 et s'achève le dimanche 21 mai 2017.
Les deux premières places du championnat sont qualificatives pour la Ligue des champions féminine de l'UEFA alors que les deux dernières places sont synonymes de relégation en 2. Frauen-Bundesliga.
Lors de l'exercice précédent, le MSV Duisbourg et le Borussia Mönchengladbach ont gagné le droit d'évoluer dans cette compétition après avoir fini premiers de leurs groupes respectifs de 2. Frauen-Bundesliga.
Le Bayern Munich et le VfL Wolfsbourg, respectivement champion et vice-champion en 2016, sont quant à eux, les représentants allemands en Ligue des champions féminine de l'UEFA 2016-2017.
À l'issue de la saison, le VfL Wolfsbourg décroche le troisième titre de champion d'Allemagne de son histoire. Dans le bas du classement, le Bayer Leverkusen et le Borussia Mönchengladbach, sont relégués.
| \| Bayern Munich FFC Francfort Bayer Leverkusen VfL Wolfsbourg FFC Turbine Potsdam SG Essen-Schönebeck FF USV Iéna SC Fribourg TSG Hoffenheim SC Sand MSV Duisbourg Mönchengladbach \| Localisation des clubs engagés. |
| Bayern Munich FFC Francfort Bayer Leverkusen VfL Wolfsbourg FFC Turbine Potsdam SG Essen-Schönebeck FF USV Iéna SC Fribourg TSG Hoffenheim SC Sand MSV Duisbourg Mönchengladbach                                       |

## Participants
Ce tableau présente les douze équipes qualifiées pour disputer le championnat 2016-2017. On y trouve le nom des clubs, le nom des entraîneurs et leur nationalité, la date de création du club, l'année de la dernière montée au sein de l'élite, leur classement de la saison précédente, le nom des stades ainsi que la capacité de ces derniers.
Légende des couleurs
- Qualifié pour la phase finale de la Ligue des champions 2016-2017.
- Promu de 2. Frauen-Bundesliga.

| Nom du club              | Entraîneur       | DC   | DM   | Cls 2016 | Stade                              | Capacité | Nb T. |
| ------------------------ | ---------------- | ---- | ---- | -------- | ---------------------------------- | -------- | ----- |
| Bayern Munich            | Thomas Wörle     | 1970 | 2000 | 1        | Grünwalder Stadion                 | 12 500   | 3     |
| VfL Wolfsbourg           | Ralf Kellermann  | 1973 | 2006 | 2        | AOK Stadion                        | 5 200    | 2     |
| FFC Francfort            | Matt Ross        | 1973 | 1990 | 3        | Stadion am Brentanobad             | 5 500    | 7     |
| SC Fribourg              | Jens Scheuer     | 1975 | 2011 | 4        | Möslestadion                       | 5 400    | /     |
| SGS Essen                | Daniel Kraus     | 2000 | 2004 | 5        | Stadion Essen                      | 20 000   | /     |
| FF USV Iéna              | Katja Greulich   | 2004 | 2008 | 6        | Ernst-Abbe-Sportfeld               | 10 800   | /     |
| FFC Turbine Potsdam      | Matthias Rudolph | 1971 | 1994 | 7        | Karl-Liebknecht-Stadion            | 10 786   | 6     |
| TSG Hoffenheim           | Jürgen Ehrmann   | 2006 | 2013 | 8        | Dietmar Hopp Stadion               | 6 350    | /     |
| SC Sand                  | Richard Dura     | 1980 | 2014 | 9        | Kühnmatt-Stadion                   | 2 000    | /     |
| Bayer Leverkusen         | Verena Hagedorn  | 2008 | 2010 | 10       | Jugendleistungszentrum Kurtekotten | 1 140    | /     |
| MSV Duisbourg            | Inka Grings      | 2009 | 2016 | 2.FB     | PCC-Stadion                        | 3 000    | /     |
| Borussia Mönchengladbach | Rene Krienen     | 2007 | 2016 | 2.FB     | Grenzlandstadion                   | 10 000   | /     |

## Compétition

### Classement
Le classement est calculé avec le barème de points suivant : une victoire vaut trois points, le match nul un et la défaite zéro.
Les critères utilisés pour départager en cas d'égalité au classement sont les suivants :
1. différence entre les buts marqués et les buts concédés sur la totalité des matchs joués dans le championnat ;
2. plus grand nombre de buts marqués sur la totalité des matchs joués dans le championnat.

| Rang | Équipe                     | Pts | J  | G  | N | P  | Bp | Bc | Diff |
| ---- | -------------------------- | --- | -- | -- | - | -- | -- | -- | ---- |
| 1    | VfL Wolfsbourg CA          | 54  | 22 | 17 | 3 | 2  | 56 | 14 | +42  |
| 2    | Bayern Munich T            | 52  | 22 | 17 | 1 | 4  | 36 | 15 | +21  |
| 3    | FFC Turbine Potsdam        | 50  | 22 | 16 | 2 | 4  | 42 | 16 | +26  |
| 4    | SC Fribourg                | 45  | 22 | 13 | 6 | 3  | 45 | 20 | +25  |
| 5    | FFC Francfort              | 37  | 22 | 10 | 7 | 5  | 40 | 28 | +12  |
| 6    | SG Essen-Schönebeck        | 32  | 22 | 9  | 5 | 8  | 38 | 30 | +8   |
| 7    | TSG Hoffenheim             | 30  | 22 | 9  | 3 | 10 | 23 | 23 | 0    |
| 8    | SC Sand                    | 28  | 22 | 8  | 4 | 10 | 29 | 23 | +6   |
| 9    | FF USV Iéna                | 17  | 22 | 5  | 2 | 15 | 19 | 34 | -15  |
| 10   | MSV Duisbourg P            | 16  | 22 | 4  | 4 | 14 | 19 | 49 | -30  |
| 11   | Bayer Leverkusen           | 9   | 22 | 2  | 3 | 17 | 16 | 53 | -37  |
| 12   | Borussia Mönchengladbach P | 6   | 22 | 2  | 0 | 20 | 8  | 66 | -58  |

| Légende : | Légende : |
| --------- | --- |
|           | Qualifié pour la Ligue des champions 2017-2018 (Seizièmes de finale). |
|           | Relégué en 2. Frauen-Bundesliga. |
|           | T Tenant du titre. P Promu de 2. Frauen-Bundesliga. CA Vainqueur de la DFB-Pokal Frauen 2016-2017. Pts points ; G victoires ; N match nuls ; P défaites Bp buts marqués ; Bc buts encaissés ; Diff différence de buts |

### Résultats
| Résultats (▼dom., ►ext.)                                   | ByL | ByM | Dui | Ess | Fra | Fri | Hof | Ién | Mön | San | Tur | Wol |
| Bayer Leverkusen                                           |     | 0-1 | 0-0 | 1-5 | 2-2 | 1-3 | 0-1 | 0-2 | 2-1 | 0-3 | 1-2 | 1-8 |
| Bayern Munich                                              | 1-0 |     | 3-1 | 2-0 | 1-0 | 1-1 | 1-0 | 2-1 | 1-0 | 1-0 | 1-2 | 1-2 |
| MSV Duisbourg                                              | 0-1 | 0-1 |     | 0-2 | 1-2 | 3-3 | 1-0 | 3-1 | 2-1 | 3-3 | 1-2 | 0-3 |
| SG Essen-Schönebeck                                        | 0-3 | 7-1 | 1-1 |     | 0-3 | 1-0 | 1-0 | 1-4 | 3-0 | 1-1 | 1-1 | 0-2 |
| FFC Francfort                                              | 4-2 | 4-2 | 1-0 | 2-2 |     | 1-1 | 1-3 | 2-1 | 8-0 | 3-1 | 1-1 | 1-5 |
| SC Fribourg                                                | 2-3 | 2-1 | 5-0 | 4-2 | 0-0 |     | 0-0 | 2-1 | 4-0 | 2-1 | 2-1 | 2-0 |
| TSG Hoffenheim                                             | 0-1 | 3-1 | 1-0 | 1-1 | 2-2 | 1-0 |     | 1-0 | 3-0 | 1-0 | 0-3 | 1-2 |
| FF USV Iéna                                                | 0-1 | 1-1 | 1-0 | 0-4 | 0-1 | 0-2 | 0-1 |     | 1-0 | 0-3 | 0-2 | 1-2 |
| Borussia Mönchengladbach                                   | 0-3 | 2-1 | 1-3 | 0-3 | 0-2 | 0-4 | 0-4 | 0-3 |     | 0-1 | 1-3 | 1-2 |
| SC Sand                                                    | 0-1 | 2-0 | 6-0 | 0-1 | 2-2 | 1-3 | 1-0 | 3-0 | 0-1 |     | 0-1 | 0-0 |
| FFC Turbine Potsdam                                        | 0-4 | 1-0 | 8-0 | 2-0 | 3-0 | 0-1 | 1-0 | 1-0 | 5-0 | 1-0 |     | 1-3 |
| VfL Wolfsbourg                                             | 2-0 | 2-0 | 2-0 | 2-1 | 0-0 | 1-0 | 4-0 | 2-2 | 8-0 | 4-1 | 0-1 |     |
| - Victoire à domicile - Match nul - Victoire à l'extérieur |     |     |     |     |     |     |     |     |     |     |     |     |

## Statistiques
| Cls | Joueuse          | Club                | Buts |
| --- | ---------------- | ------------------- | ---- |
| 1   | Mandy Islacker   | FFC Francfort       | 19   |
| 2   | Vivianne Miedema | Bayern Munich       | 14   |
| 3   | Hasret Kayikçi   | SC Fribourg         | 12   |
| 4   | Lina Magull      | SC Fribourg         | 11   |
| 5   | Tabea Kemme      | FFC Turbine Potsdam | 10   |
| 6   | Alexandra Popp   | VfL Wolfsbourg      | 8    |
| 6   | Lea Schüller     | SG Essen-Schönebeck | 8    |
| 8   | Nina Burger      | SC Sand             | 7    |
| 8   | Svenja Huth      | FFC Turbine Potsdam | 7    |
| 8   | Felicitas Rauch  | FFC Turbine Potsdam | 7    |

## Bilan de la saison
| Championnat d'Allemagne féminin de football 2016-2017 |                           |
| Champion                                              | VfL Wolfsbourg (3e titre) |
| Dauphin                                               | Bayern Munich             |
| Coupes et trophées                                    |                           |
| Vainqueur DFB-Pokal Frauen 2016-2017                  | VfL Wolfsbourg            |
| Qualifications continentales                          |                           |
| Ligue des champions 2017-2018                         | VfL Wolfsbourg            |
| Ligue des champions 2017-2018                         | Bayern Munich             |
| Promotions et relégations                             |                           |
| Promus en Frauen-Bundesliga                           | Werder Brême              |
| Promus en Frauen-Bundesliga                           | FC Cologne                |
| Relégués en 2. Frauen-Bundesliga                      | Bayer Leverkusen          |
| Relégués en 2. Frauen-Bundesliga                      | Borussia Mönchengladbach  |